# Ptinus sulcatus
Ptinus sulcatus is een keversoort uit de familie klopkevers (Ptinidae). De wetenschappelijke naam van de soort werd in 1849 gepubliceerd door Antoine Joseph Jean Solier in Gay.